# Metalejeunea cucullata
Metalejeunea cucullata là một loài Rêu trong họ Lejeuneaceae. Loài này được (Reinw., Blume & Nees) Grolle mô tả khoa học đầu tiên năm 1995.